# اتحادیه جاگادیش پور
اتحادیه جاگادیش پور (به لاتین: Jagadishpur Union) یک منطقهٔ مسکونی در بنگلادش است که در Chaugachha Upazila واقع شده‌است.
 اتحادیه جاگادیش پور ۵۱٫۹۳ کیلومتر مربع مساحت و ۱۶٬۰۸۷ نفر جمعیت دارد.